# プロジェクト・グーテンベルク 贋札王
『プロジェクト・グーテンベルク 贋札王』（-がんさつおう、原題：無雙、英題：Project Gutenberg）は、2018年の香港・中国合作犯罪サスペンス映画。監督は『インファナル・アフェア』シリーズの脚本家としても知られるフェリックス・チョン、テーマは偽造紙幣。

## キャスト
- ン・フクサン（画家） - チョウ・ユンファ
- レイ・マン - アーロン・クォック
- ユン・マン - チャン・ジンチュー
- ヤム - リウ・カイチー
- シウチン - ジョイス・フェン
- ホー警部補 - キャサリン・チョウ
- ホー副署長 - アレックス・フォン
- 将軍 - ジャック・カオ
- ロク - カール・ン
- ウォン・ポー - デオン・チャン
- セイホイ - ジャスティン・チャン
- リー捜査官 - デビッド・ワン

## 受賞
第38回香港電影金像奨で最優秀作品賞・最優秀監督賞、脚本賞、撮影賞、編集賞、美術賞、衣装＆メイクアップデザイン賞で最優秀賞に輝き、最多7部門を制した。